# Dušan Šakota
Dušan Šakota (Belgrado, Serbia, 22 de abril de 1986) es un jugador de baloncesto de nacionalidad serbo-griego. Juega de ala-pívot.

## Trayectoria
Es hijo del entrenador serbio de baloncesto Dragan Šakota. Fue internacional por Grecia en categorías inferiores, ante la opción de jugar con Serbia o Grecia eligió su país de adopción, donde residió desde los cuatro años. 
Su paso por el baloncesto italiano fue infructuoso debido una grave lesión intestinal por la que estuvo en coma, producida por dos golpes en un partido.
Sakota ganó la Euroliga con el Panathinaikos en dos ocasiones, en 2007 y 2009, además con el AEK Atenas BC ganaría la Basketball Champions League y la Copa griega en 2018.
Durante la temporada 2018-2019, Sakota promedió 11.9 puntos, 4.3 rebotes y 1.7 asistencias en 24.8 minutos de media en la Basketball Champions League y en la liga griega 10,3 puntos y 11,4 de valoración por partido, con un interesante 41,2% de acierto en triples.
En julio de 2019 el jugador ficha por el UCAM Murcia por una  temporada.

## Palmarés
- Euroliga: 2

Panathinaikos: (2007, 2009)
- A1 Ethniki: 5

Panathinaikos: (2003-04, 2004-05, 2005-06, 2006-07,  2008-09)
- Copa: 5

Panathinaikos: (2004-05, 2005-06, 2006-2007, 2008-09)
AEK Atenas BC: (2017-18)
- Mundial military: 1

Grecia: Oro (2009)
- Campeonato del mundo sub-18:

Grecia: Bronce (2003)
- Basketball Champions League: 1

AEK Atenas BC: 2018.